# Filippo l'Arabo
Marco Giulio Filippo Augusto (in latino Marcus Iulius Philippus Augustus), meglio noto come Filippo l'Arabo (Philippus Arabs; Trachontis, 204 circa – Verona, 249), è stato imperatore romano per cinque anni, dal 244 alla sua morte.
Sono poche le notizie sui cinque anni e mezzo di regno di questo imperatore nato di umili origini e passato alla storia per aver celebrato il primo millennio di Roma e per la sua origine araba. Dopo una breve campagna sul fronte danubiano, di nuovo in subbuglio per la minaccia delle popolazioni germaniche, Filippo si recò a Roma per consolidare i rapporti con il senato e per celebrare con grande sfarzo, il 21 aprile 248, le feste del millenario di Roma. Sui confini, però, la situazione fu drammatica: i Goti passarono il Danubio e invasero la Mesia. Vari usurpatori vennero acclamati dalle truppe. Così nel 249 anche il regno di Filippo terminò nel sangue e il suo posto fu preso dal senatore Messio Decio, comandante delle truppe sul fronte danubiano.

## Biografia

### Origini famigliari
Poco si sa della sua vita e carriera politica precedenti all'elevazione al trono. Marco Giulio Filippo nacque a Trachontis (l'odierna Shahba, in Siria), un piccolo centro sito a circa 89 km a sud-est di Damasco, nella provincia romana dell'Arabia Petrea, che, a seguito della sua ascesa al trono imperiale, ridenominò in proprio onore Philippopolis. Suo padre era Giulio Marino, un cittadino romano locale, forse di una certa importanza (alcune fonti lo indicano quale figlio di un oscuro predone o di uno sceicco del deserto), mentre il nome della madre non ci è pervenuto. Alcune fonti riportano che fosse fratello di Gaio Giulio Prisco, prefetto del pretorio sotto Gordiano III. Negli anni 230, Filippo sposò Marcia Otacilia Severa, dalla quale ebbe poi, nel 238, un figlio di nome Marco Giulio Severo Filippo.

### Ascesa al trono (244)
Nel 243, durante la campagna sasanide di Gordiano III, il prefetto del pretorio Timesiteo morì in circostanze poco chiare. Su suggerimento dell'altro prefetto, Gaio Giulio Prisco, Gordiano nominò Filippo successore di Timesiteo, permettendo così ai due fratelli di controllare il giovane imperatore e quindi l'impero come reggenti di fatto. Inoltre, il favore dei soldati verso Gordiano cominciava a dissolversi lentamente a causa del ritardo nell'arrivo delle forniture.
A seguito dell'esito incerto della battaglia di Mesiche (vicino Ctesifonte), Gordiano III ordinò il ritiro dell'esercito, ma morì durante il viaggio (le fonti sasanidi, che affermano che Gordiano morì durante la battaglia, non sono considerate attendibili). Filippo probabilmente, appena assunse la carica di prefetto, fu preso dall'ambizione di occupare il potere imperiale e, pertanto, fomentò lo scontento dei soldati, ormai inclini alla rivolta. Si racconta che, quando vide che gli approvvigionamenti dell'esercito erano sufficienti, mentre l'Imperatore si trovava con le armate tra Carre e Nisibis, ordinò alle navi che trasportavano i rifornimenti ai soldati lungo l'Eufrate, di avanzare verso l'interno, affinché l'esercito oppresso dalla fame e dalla mancanza di viveri si ribellasse. Il piano di Filippo riuscì. Zosimo racconta che i soldati circondarono Gordiano e, ritenendolo quale unico responsabile della loro rovina, lo uccisero. Dopo l'assassinio, Filippo fu proclamato imperatore, ma fece poi divinizzare Gordiano.

### Elezione e consolidamento del potere (244-247)

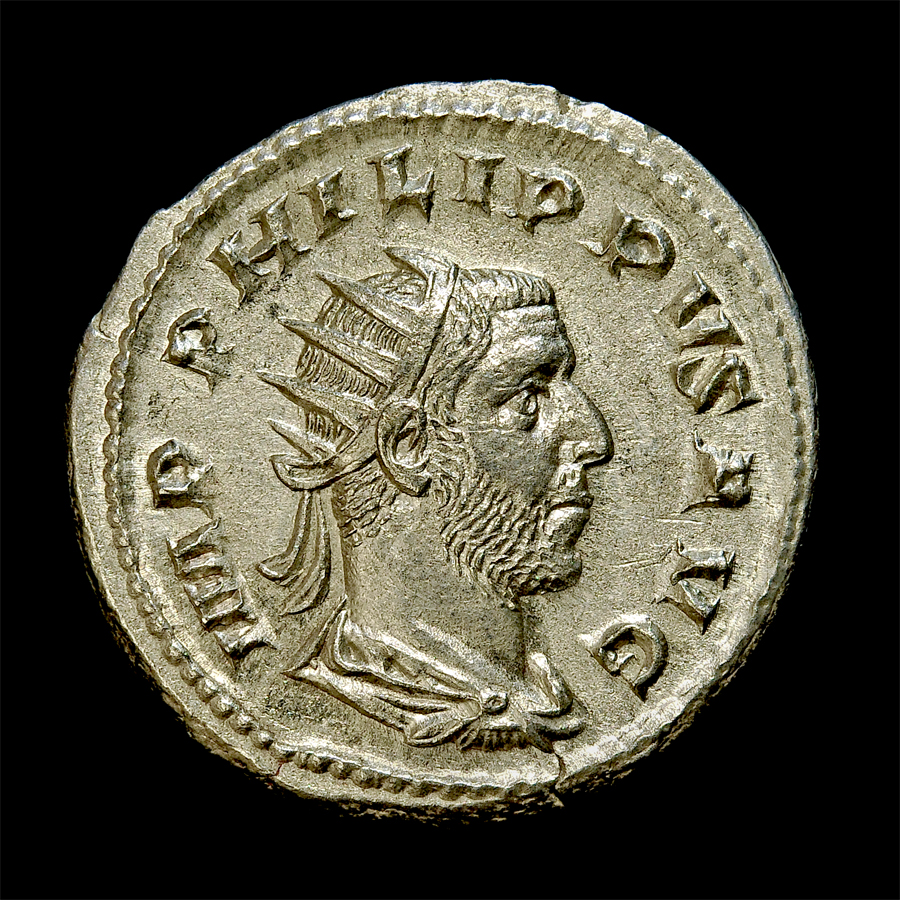
Antoniniano di Filippo.

La morte improvvisa dell'Imperatore, a cui i soldati costruirono poi un cenotafio presso Circesium (sulla riva dell'Eufrate, in località Zaitha), non sappiamo se in battaglia o per mano del suo successore Filippo, determinarono il ritiro delle armate romane, una pace giudicata da Zosimo disonorevole, e, probabilmente, la perdita di parte della Mesopotamia e dell'Armenia (potrebbe darsi che Filippo riuscisse a conservare la Mesopotamia, ma fu costretto a detenere un controllo solo nominale dell'Armenia),, sebbene lo stesso Filippo si sentisse autorizzato a fregiarsi del titolo di Persicus maximus. Le Res gestae divi Saporis, epigrafe propagandistica dell'imperatore sasanide, raccontano:
(Res gestae divi Saporis, righe 8-9.)
L'Oriente romano fu, quindi, affidato da Filippo al fratello, Gaio Giulio Prisco, nominato Rector Orientis, mentre la linea difensiva in Mesopotamia/Osroene era riorganizzata attorno alle città/roccaforti di Nisibis, Circesium e Resaina.
Intenzionato a non ripetere gli errori degli usurpatori precedenti, si convinse a tornare a Roma per consolidare la sua posizione nei confronti del Senato, ed inviando nella città messaggeri ad annunziare la morte di Gordiano per malattia. Filippo riuscì a stabilire buone relazioni col Senato e manifestò l'intenzione di governare con moderazione. Nell'Urbe giunse nel luglio del 244, dove fu confermato imperatore dal Senato. Nel tentativo poi di rafforzare ulteriormente la propria posizione, assegnò i più importanti posti di comando ai suoi parenti più stretti: nominò il suo giovane figlio, Marco Giulio Severo Filippo, Cesare prima ed Augusto poi (rispettivamente nel 246 e nel 247, stando a quanto riportano alcune fonti), suo fratello comandante delle armate orientali, il cognato Severiano comandante delle legioni di stanza in Mesia ed in Macedonia, e sua moglie Marcia Otacilia Severa ricevette il titolo di augusta. Fece poi divinizzare suo padre, Giulio Marino, sebbene non fosse mai stato un imperatore.

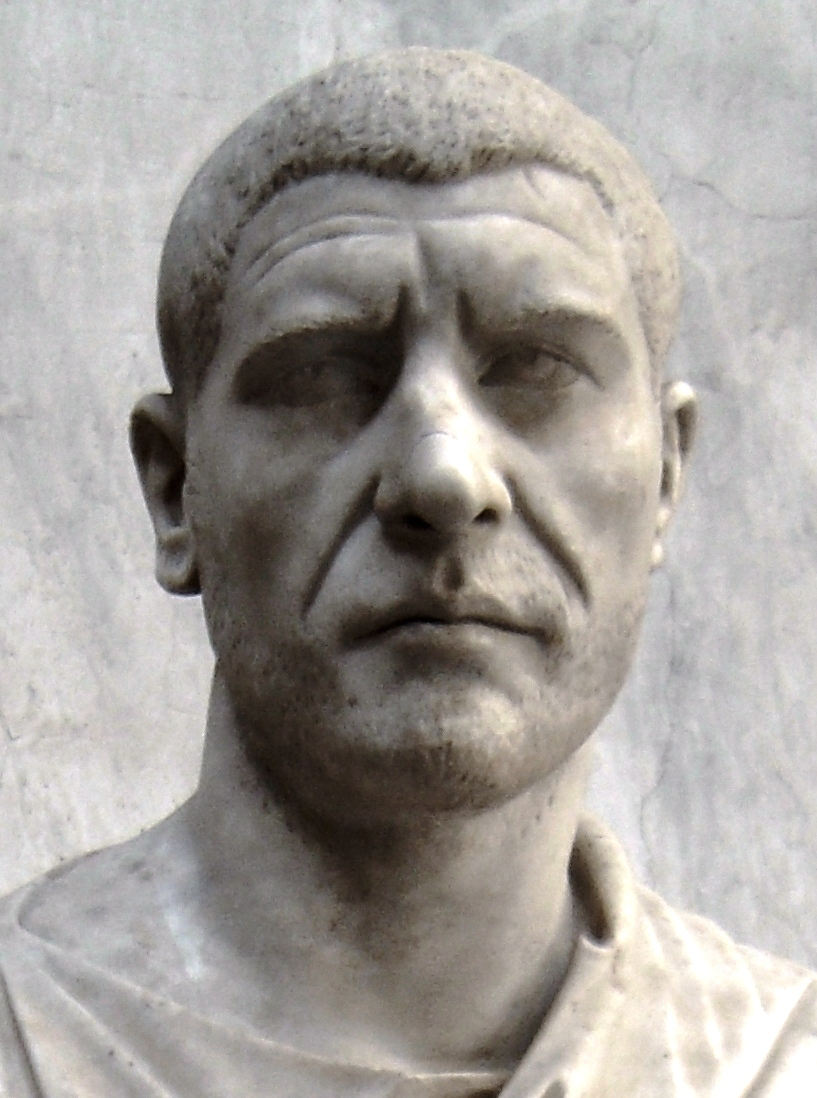
Particolare del busto di Castel Porziano.

Aurelio Vittore racconta che Filippo fece subito scavare un grande bacino idrico al di là del Tevere, per raccogliervi l'acqua in modo da ovviare alla scarsità della stessa in quel lato del fiume. A partire dal 245 fu costretto a combattere numerosi popoli lungo il limes danubiano: i Carpi della Dacia libera ripresero a compiere incursioni al di là del Danubio, nel territorio della Mesia Inferiore, dove né Severiano, né il locale governatore provinciale poterono fermare gli invasori. Alla fine del primo anno di guerra, dovette intervenire lo stesso Filippo, il quale nel 246 riportò un grande successo contro la tribù germanica dei Quadi lungo il fronte pannonico, grazie al quale gli fu attribuito l'appellativo di Germanicus maximus. Nel 247, l'offensiva romana riprese lungo il fronte del basso corso danubiano contro i Carpi, tanto che gli furono tributati nuovi onori e l'appellativo di Carpicus maximus È proprio a questo periodo che apparterrebbe l'istituzione di un comando militare generale e centralizzato per l'intera frontiera del medio e basso Danubio che avrebbe dovuto comprendere, pertanto, le province di Pannonia inferiore, Mesia superiore e inferiore, oltre alle Tre Dacie, a Sirmio. A capo di questo distretto militare fu posto Tiberio Claudio Marino Pacaziano.
Nel 248 una nuova incursione di Goti, ai quali era stato rifiutato il contributo annuale promesso a suo tempo da Gordiano III, e di Carpi loro associati, portò ancora una volta devastazione nella provincia di Mesia. La fonte Giordano ancorché di dubbia neutralità riporta:
(Giordane, De origine actibusque Getarum, XVI, 1-3.)
L'invasione alla fine fu quindi fermata dal generale di Filippo l'Arabo, Decio Traiano,  presso la città di Marcianopoli, che era rimasta sotto assedio per lungo tempo. La resa fu anche possibile grazie a una tecnica ancora rudimentale da parte dei Goti in fatto di macchine d'assedio.

### Celebrazione dei Ludi Saeculares (248)
Nell'aprile del 248, Filippo si recò a Roma per rinsaldare i rapporti con il Senato e presiedere ai Ludi Saeculares, le fastose celebrazioni dei mille anni di Roma, fondata nel 753 a.C. Secondo le relazioni contemporanee, i festeggiamenti furono splendidi, includendo giochi del circo spettacolari e rappresentazioni teatrali in tutta la città. L'evento fu celebrato da emissioni speciali di monete, con il retro  ornato dagli animali usati per i giochi: elefanti, cervi e ippopotami. Anche la letteratura ebbe molte pubblicazioni, fra cui una citata da Claudio Claudiano, la Storia di un millennio di Quadrato, scritta in greco per l'occasione.
Nel medesimo periodo scoppiarono una serie di rivolte: in Oriente, un certo Marco Iotapiano si scatenò contro il governo oppressivo e la tassazione troppo elevata nei territori governati dal fratello di Filippo, Prisco; in Mesia ed in Pannonia, Tiberio Claudio Marino Pacaziano fu acclamato imperatore dalla truppe; ed infine fu la volta di altri due usurpatori, Silbannaco in Gallia (la cui rivolta fu sedata dal futuro imperatore Decio) e Sponsiano in Dacia, fomentatori di altrettante rivolte, anch'esse finite nel nulla.

### Caduta (249)
Filippo, turbato dalle numerose rivolte scoppiate un po' ovunque, chiese aiuto al Senato per meglio affrontare la situazione, anche accettando di essere deposto, qualora non fossero d'accordo con il suo operato. Poiché nessuno degli astanti rispondeva in merito, Gaio Messio Quinto Decio, uomo di nobile famiglia e grande dignità, stimato e dotato di grandi virtù, replicò che le sue preoccupazioni erano prive di fondamento. E, benché quanto previsto da Decio si verificasse puntualmente e tutte le rivolte venissero sedate senza molta fatica, Filippo continuava ad essere preoccupato, conoscendo l'odio dei soldati delle regioni dove erano scoppiate le rivolte. Dunque, esortò Decio a prendere il comando delle province di Mesia e Pannonia ed a punire tutti coloro che avevano osato dare il proprio appoggio a Pacaziano. I soldati di quelle regioni, però, vedendo che Decio doveva perseguire i colpevoli, pur di evitare il pericolo di essere puniti, decisero di proclamare lo stesso Decio Imperatore, avendo lo stesso non solo una miglior esperienza politica, ma anche militare, dello stesso Filippo (primavera del 249).
Decio, ricevuto dai soldati, fu costretto ad assumere la porpora imperiale. Frattanto a Roma, Filippo, venuto a sapere della proclamazione di Decio da parte delle truppe, decise di riunire le sue legioni e marciare contro l'usurpatore. Ma i soldati di quest'ultimo, pur sapendo che le forze nemiche erano superiori, non mancarono di coraggio, confidando molto nell'abilità del loro comandante. I due eserciti si scontrarono presso Verona all'inizio dell'estate. Decio riuscì a battere Filippo, grazie alla miglior abilità tattica. L'imperatore morì sul campo di battaglia (non è chiaro se in battaglia o per mano dei suoi stessi soldati, desiderosi di ingraziarsi il nuovo imperatore). Quando la notizia raggiunse Roma, Severo Filippo, l'erede undicenne di Filippo, nominato Cesare, fu a sua volta assassinato, sgozzato dalla guardia pretoriana. In questo modo, Decio ottenne il potere imperiale.

## Monetazione imperiale del periodo

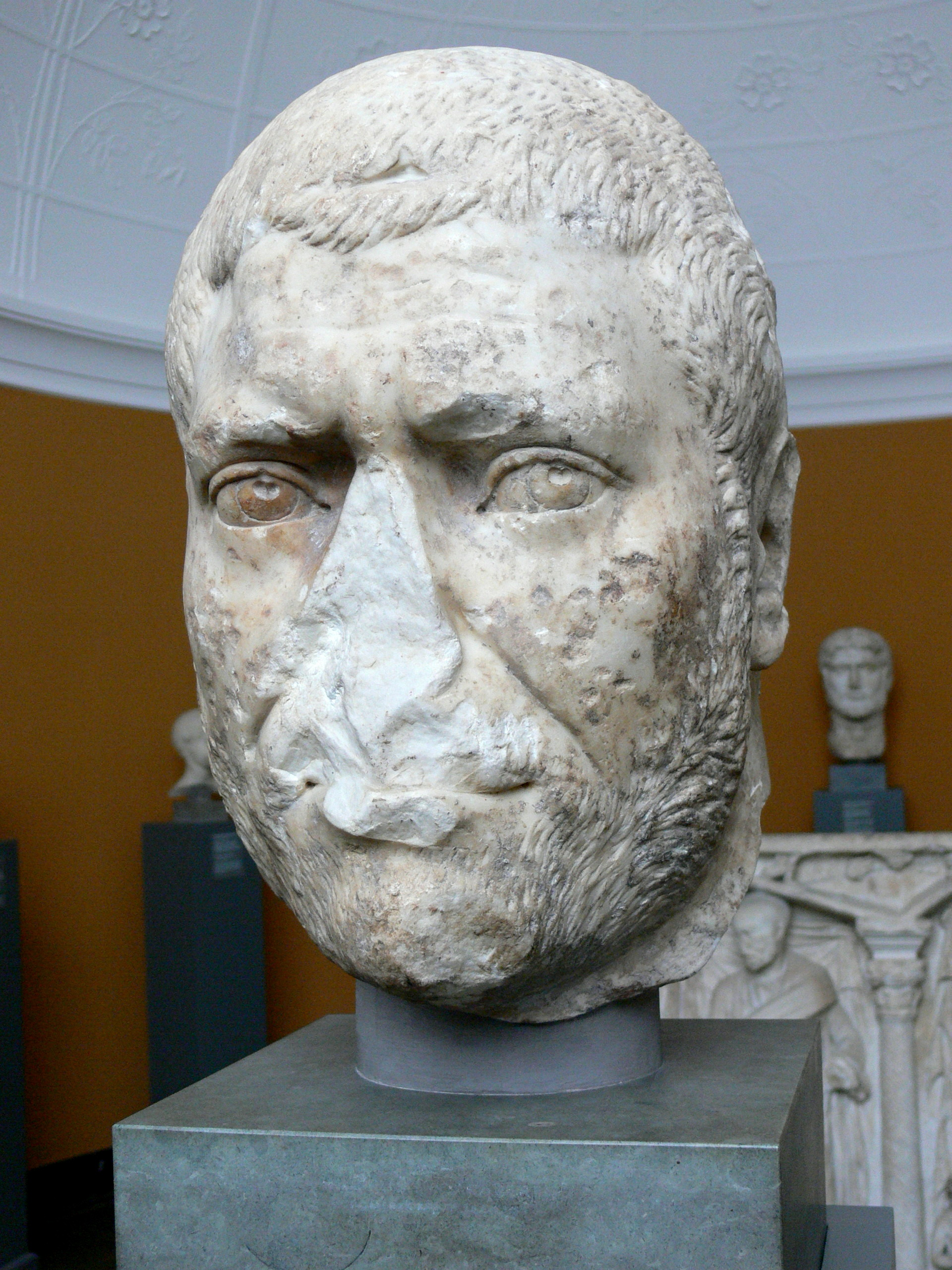
Testa in marmo di Filippo.

## Filippo imperatore cristiano?
Eusebio di Cesarea racconta, nella sua Storia ecclesiastica, che Filippo fosse cristiano e di aver sentito dire che un vescovo avrebbe proibito a Filippo di unirsi alla preghiera pasquale prima di essersi confessato; Giovanni Crisostomo afferma che Filippo fu il primo imperatore cristiano e che Babila, vescovo di Antiochia, avrebbe proibito di unirsi alla preghiera pasquale a un imperatore; Babila sarebbe poi morto durante le persecuzioni contro i cristiani di Decio, ordinate, secondo Eusebio, proprio in opposizione a Filippo. Sempre Eusebio, infine, riporta una lettera scritta da Origene a Marcia Otacilia Severa.
Tuttavia la conversione al cristianesimo di Filippo è dubbia (si veda l'uccisione di santa Apollonia durante il regno di Filippo l'Arabo, nell'ambito di una sommossa popolare anticristiana cui parteciparono pure soldati dell'impero), dato che altri scrittori non cristiani non ne fanno menzione e dato che durante il regno di Filippo si continuò a praticare la religione romana tradizionale di Stato. L'affermazione di Eusebio è probabilmente motivata dalla tolleranza dimostrata da Filippo nei confronti dei cristiani, specie se confrontata alle persecuzioni ordinate dal suo successore Decio.